# Pawel Fjodorowitsch Sadyrin

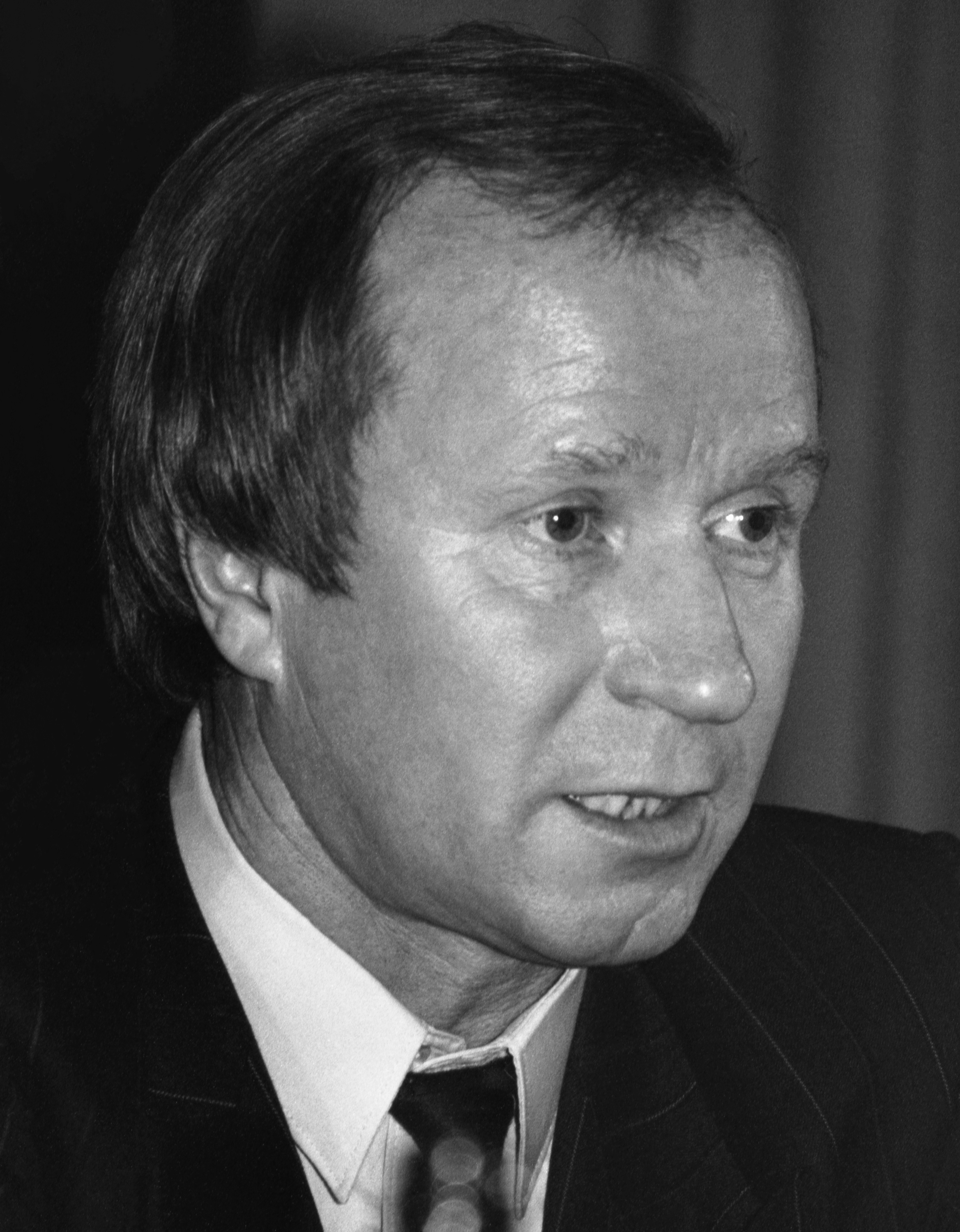
1991

Pawel Fjodorowitsch Sadyrin (russisch Павел Фёдорович Садырин; * 18. September 1942 in Molotow; † 1. Dezember 2001 in Moskau) war ein sowjetischer und russischer Fußballspieler und -manager.

## Leben
Sadyrin war in seiner aktiven Zeit Mittelfeldspieler bei Zvezda Perm und Zenit Leningrad.
1984 führte Sadyrin Zenit zu dessen einzigen sowjetischen Meisterschaft. Im Jahr 1991 holte der erfahrene Trainer mit PFK ZSKA Moskau den Pokal und damit den letzten sowjetischen Titel.
Zwischen 1992 und 1994 betreute Sadyrin die russische Nationalelf und war ihr Coach während der FIFA Fußball-Weltmeisterschaft 1994.
Er trainierte Rubin Kasan von 1998 bis 1999.